# Jardin municipal de Funchal
Le jardin municipal de Funchal, anciennement connu sous le nom de Jardim Dona Amélia, est situé dans la ville de Funchal, à Madère et a une superficie de 8 300 m². 
Le jardin est entouré de l'Avenida Arriaga au sud, de la Rua Ivens au nord, de la Rua Conselheiro José Silvestre Ribeiro à l'ouest et de la Rua de São Francisco à l'est.

## Historique

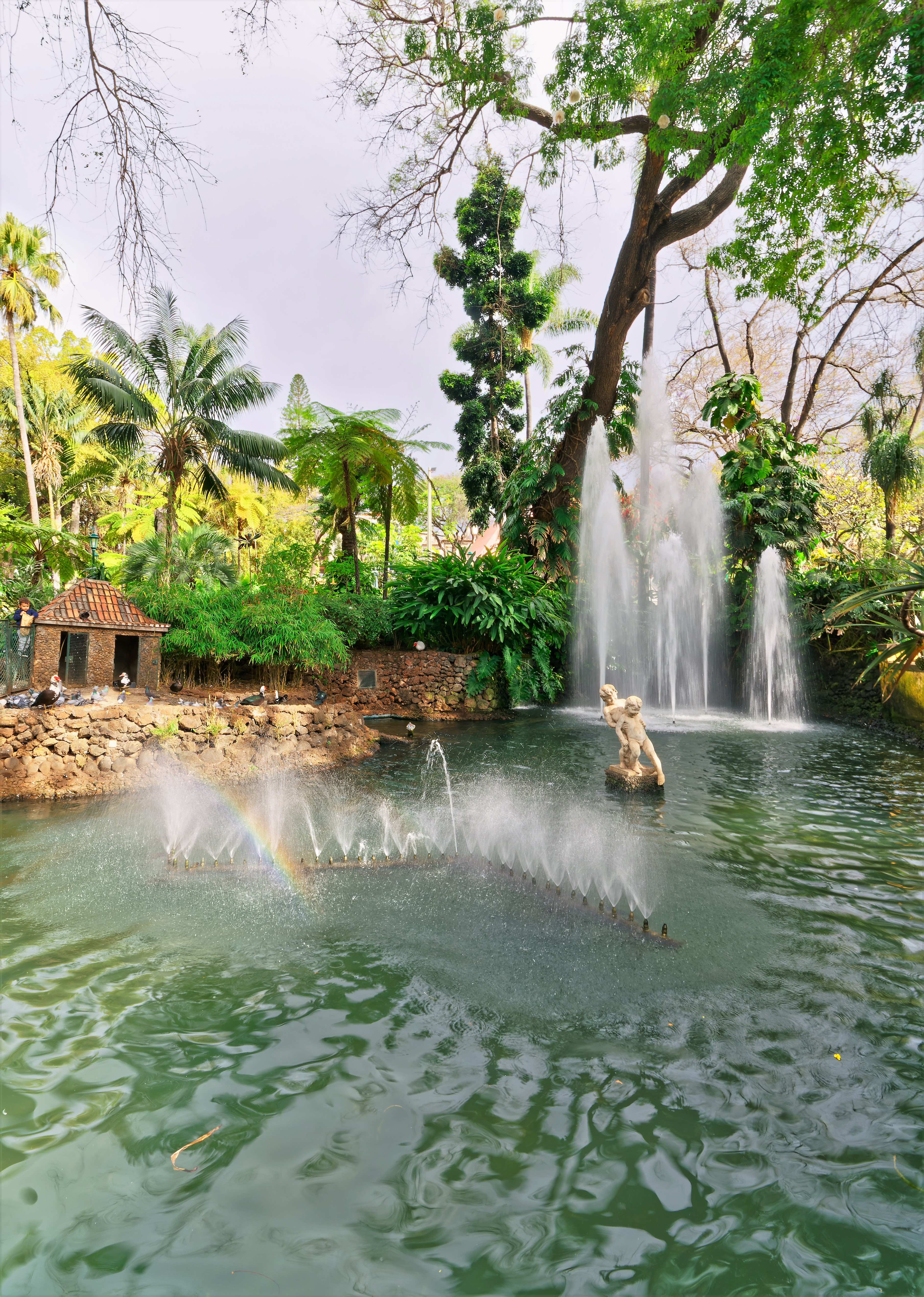
Jardin municipal de Funchal

Pendant plusieurs siècles, dans cet espace, se trouvait le couvent de São Francisco, et un blason en marbre du XVIIe siècle, avec les armes des franciscains et du Portugal, est conservé dans l'une des avenues du jardin.
La construction du jardin commença en août 1880, avec les premières plantes apportées de Paris et de Porto.
Le jardin contient une grande phytodiversité, abritant des plantes de différents endroits du monde, comme l'arbre à saucisses (Kigelia africana) originaire d'Afrique tropicale, le garcinia ou mangoustan (Garcinia xanthochymus) d'Inde, du Bangladesh et de Malaisie, les dents (Plumeria Rubra var. acutifolia) du Mexique et le pandanus (Pandanus utilis) de Madagascar. Les plantes de la flore de Madère sont également représentées, avec 2 barbusans (Apollonias barbujana), 2 dragonniers (Dracaena draco ssp. draco), 1 bois blanc (Picconia excelsa) et 4 tis (Ocotea foetens).
Le 21 août 1992, sont inaugurés l'auditorium et l'amphithéâtre, où se déroulent diverses activités récréatives et culturelles tout au long de l'année.
Cet espace vert dispose également d'un bar-terrasse, d'un kiosque et d'une petite lagune peuplée de cygnes et de canards, avec des fontaines et un motif sculptural en marbre, communément appelé « Meninos » (en français Les petits enfants), basé sur un socle en béton, de l'auteur António María Ribeiro (1943),,,.
Les premières années après sa création en 1974, la foire du livre de Funchal se tenait dans le jardin.